# محمد بن حاطب
الصحابي محمد بن حاطب بن الحارث ، قال البغويّ : هو أول من سمي في الإسلام محمدًا، هاجر به أبوه حاطب بن الحارث إِلى الحبشة وهو طفل، وقيل وُلدْ في السفينة قبل أن يصلوا إلى الحبشة، شهد مع علي بن أبي طالب مشاهده كلها: الجمل، وصفين، والنهروان.

## نسبه وأسرته
- مُحَمَّد بن حَاطِب بن الحَارِث بن مَعْمَر بن حَبِيب بن وَهْب بن حُذَافة بن جَمَح القرشي الجُمَحي.[3]
- أمه أم جميل فاطمة بنت المجلل.[2]
- أخوه الحارث بن حاطب بن الحارث.
- تزوج من فاطمة بنت قدامة بن مظعون،[5] وأنجب منها : لقمانَ.
- تزوج مريمُ بنتُ مالكِ بنِ جنادة، وأنجب منها :

1. الحارثَ
2. عمرًا
3. عبْدَ الرحمن
4. عليًّا
5. سعْدًا
6. إبراهيمَ
7. يَعْلَى
8. محمدًا

- ثزوج من أمُّ صفوانَ بنت عمرو بن عطاء، وأنجب منها :إبراهيمَ الأصْغَرَ .

## دعاء الشفاء
| محمد بن حاطب | عن فاطمة بنت المجلل أنها قالت: أقبَلْتُ بكَ مِن أرضِ الحبشةِ حتَّى إذا كُنْتَ مِن المدينةِ على ليلةٍ أو ليلتينِ طبَخْتُ لك طبخةً ففني الحطَب فخرَجْتُ أطلُبُه فتناوَلْتَ القِدْرَ فانكفَأَت على ذراعِك فأتَيْتُ بكَ النَّبيَّ ﷺ فقُلْتُ: يا رسولَ اللهِ هذا محمَّدُ بنُ حاطبٍ وهو أوَّلُ مَن سُمِّي بك قالت: فتفَل رسولُ اللهِ ﷺ في فيك ومسَح على رأسِك ودعا لك وقال: أذهِبِ الباسَ ربَّ النَّاسِ واشْفِ أنتَ الشَّافي لا شفاءَ إلَّا شفاؤُكَ شفاءً لا يُغادِرُ سَقمًا قالت: فما قُمْتُ بكَ مِن عندِه إلَّا وقد برئت يدُك | محمد بن حاطب |

## وفاته
توفي محمد أَيام عبد الملك بن مروان سنة أَربع وسبعين بمكة، وقيل بالكوفة في ولاية بشر على العراق، وقيل توفي سنة ست وثمانين بالكوفة.